# فيروزكوه (إيران)
فيروز كوه هي مدينة إيرانية تقع في محافظة طهران.
يبلغ عدد سكانها 15,807 حسب احصاء عام 2006 م. من أعلامها الأديب كريم أميري فيروز كوهي.